# Ribariće
Ribariće (srbsky Рибариће) je vesnice v jižní části Srbska, administrativně spadající pod opštinu Tutin. Vesnice se nachází na soutoku místního potoka s řekou Ibar na začátku jezera Gazivode. V roce 2011 zde žilo 947 obyvatel.
Z národnostního hlediska je obyvatelstvo v drtivé většině Bosňácké národnosti (cca 93 %). Druhou národnostní skupinou zde zastoupenou jsou Srbové. Počet obyvatel vsi dlouhodobě mírně roste.
Obec má vlastní základní školu, která nese jméno podle spisovatele Meši Selimoviće, mešitu fotbalové hřiště. Jak již napovídá i název vesnice, historicky zde byl tradičně rozšířený rybolov.